# 最前线
《最前线》是日本讲谈社的子公司・星海社开设的网站，于2010年9月15日开站，免费提供小说和漫画等作品。

## 小說
- 《金瞳与铁剑》 (金の瞳と铁の剑) 作者:虚淵玄 / 插画:高河弓 (2010年9月15日 - )
- 《星海大战》 作者:元長柾木 / 插画:moz (2010年9月15日 - )
- 《Sakurako Atomica》 (サクラコ・アトミカ) 作者:犬村小六[1] / 插画:片山若子 (2010年秋天)[2]

## 漫画
- 《空之境界 the Garden of sinners》 作画:天空Sphere(天空すふぃあ) / 原作:奈須磨菇，人设原案:武内崇 (2010年9月15日 - )
- 《非实在推理少女Aya》(非实在推理少女あ〜や) 作画:Shiomiya Iruka(シオミヤイルカ) / 原作:锦眼镜(錦メガネ) (2010年9月15日 - )
- 《名偵探夢水清志郎事件簿 夜半幽靈》 作画:箸井地图 / 原作:勇岭薰 (2010年9月15日 - )

## 特别企划
- 星海社竹画廊 (2010年9月15日 - )
- 坂本真绫的满月朗读馆 (2010年9月23日 - )

## 脚注
1. ↑  《對某飛行員的追憶》、《獻給某飛行員的戀歌》(尖端出版 浮文字)的作者
2. ↑  最前线 schedule 的存檔，存档日期2010-09-18.

## 關聯條目
- 星海社
- 浮文誌
- 講談社BOX

## 外部連結
- （日語）最前線 - Fictions, Comics, Web Entertainments （页面存档备份，存于）
- （日語）星海社 Seikaisha （页面存档备份，存于）
- 漫画小说免费看 “最前线”今日开站！-讲谈社,星海社,漫画小说,最前线-动漫频道 （页面存档备份，存于）